# My Own Army
My Own Army è il quarto album del gruppo musicale italiano di genere metal degli Exilia, pubblicato per l'etichetta discografica GUN Records/Sony Music nel febbraio 2009.

## Tracce
1. Phoenix
2. Are You Breathing?
3. The Hunter
4. I'm Perfect
5. Across The Sky
6. Emptiness of You
7. Far From the Dark
8. Deleted
9. No Destination
10. In the Air Tonight
11. My Own Army
12. Magnolia
13. Hidden Track